# Brachystachyum densiflorum
Brachystachyum es un género monotípico de bambú de la familia de las poáceas. Su única especie, Brachystachyum densiflorum (Rendle) Keng, llamada comúnmente en inglés short-spiked bamboo, short-tassled bamboo, short spikelet bamboo es originaria de China, donde se encuentra en Anhui, Guangdong, Hubei, Jiangsu, Jiangxi, Zhejiang.
Algunos autores lo consideran un sinónimo de Semiarundinaria densiflora.

## Taxonomía
Brachystachyum densiflorum fue descrita por (Rendle) Keng y publicado en Journal of Bamboo Research 1(2): 31. 1982.
Etimología
El nombre del género deriva del griego y significa "espiga corta".
densiflorum: epíteto latíno que significa "denso de flores"
Variedad
La especie tiene una variedad, Brachystachyum densiflorum var. villosum, denominada en inglés hairy-sheathed short-spiked bamboo. La especie se incluye a veces en el género Semiarundinaria.
Sinonimia
- Arundinaria densiflora Rendle
- Semiarundinaria densiflora (Rendle) T.H.Wen[1]